# شهرستان اوست-تسیلمسکی
شهرستان اوست-تسیلمسکی (به لاتین: Ust-Tsilemsky District) یک شهرستان در روسیه است که در جمهوری کومی واقع شده‌است.